# Chris Kyle

Chris Kyle

Christopher Scott „Chris“ Kyle (* 8. April 1974 in Odessa, Texas; † 2. Februar 2013 im Erath County, Texas) war ein US-amerikanischer Scharfschütze. Mit über 160 bestätigten Abschüssen ist er laut US-Verteidigungsministerium der Scharfschütze mit den meisten Tötungen in der Geschichte des US-Militärs. Er erhielt mehrere militärische Auszeichnungen und Orden.
Seine Autobiografie American Sniper wurde zum Bestseller. 2014 spielte die Verfilmung American Sniper von Regisseur Clint Eastwood mit Bradley Cooper in der Hauptrolle weltweit 517 Millionen US-Dollar ein.

## Leben
Kyle wuchs – aufgrund der Berufstätigkeit seines Vaters – in mehreren texanischen Kleinstädten auf. Sein Vater war Manager bei der Telefonfirma Southwestern Bell. Die Familie war sehr gläubig: Kyles Vater war Diakon, die Mutter Lehrerin an einer Sonntagsschule. Schon im Kindesalter lernte er das Schießen und begleitete seine Eltern auf die Jagd, im Alter von sieben Jahren bekam er sein erstes eigenes Gewehr.
Nach dem High-School-Abschluss 1992 studierte Kyle Ranch and Range Management an der Tarleton State University in Stephenville im Erath County, Texas, brach das Studium jedoch kurz vor dem Abschluss ab.

### Dienstzeit beim Militär
1999 trat er den Navy SEALs bei und diente dort bis 2009. Er war Mitglied des Seal Team 3. Während seiner Dienstzeit nahm er als Scharfschütze an vier Kampfeinsätzen im Irakkrieg teil und wurde bis zum Chief Petty Officer (CPO) befördert. Aufgrund seiner hohen Abschussrate setzten die irakischen Aufständischen auf Kyle ein Kopfgeld in Höhe von 20.000 US-Dollar aus.
Nach Ende seiner Dienstzeit gründete er in Dallas die Sicherheitsfirma Craft International und die Non-Profit-Organisation FITCO Cares Foundation, mit der er Heimfitnessgeräte für psychisch und physisch beeinträchtigte Veteranen vertrieb.

### Auszeichnungen
Kyle erhielt mehrere hohe militärische Auszeichnungen und Orden. Die genaue Anzahl der Auszeichnungen ist umstritten.
Kyles Personalakte bei der US Navy führt einen Silver Star und drei Bronze Stars, sein offizieller Entlassungsbrief listet zwei Silver Stars und sechs Bronze Stars. In seiner Autobiographie American Sniper erwähnt Kyle zwei Silver Stars und fünf Bronze Stars.

### Tätigkeit als Autor

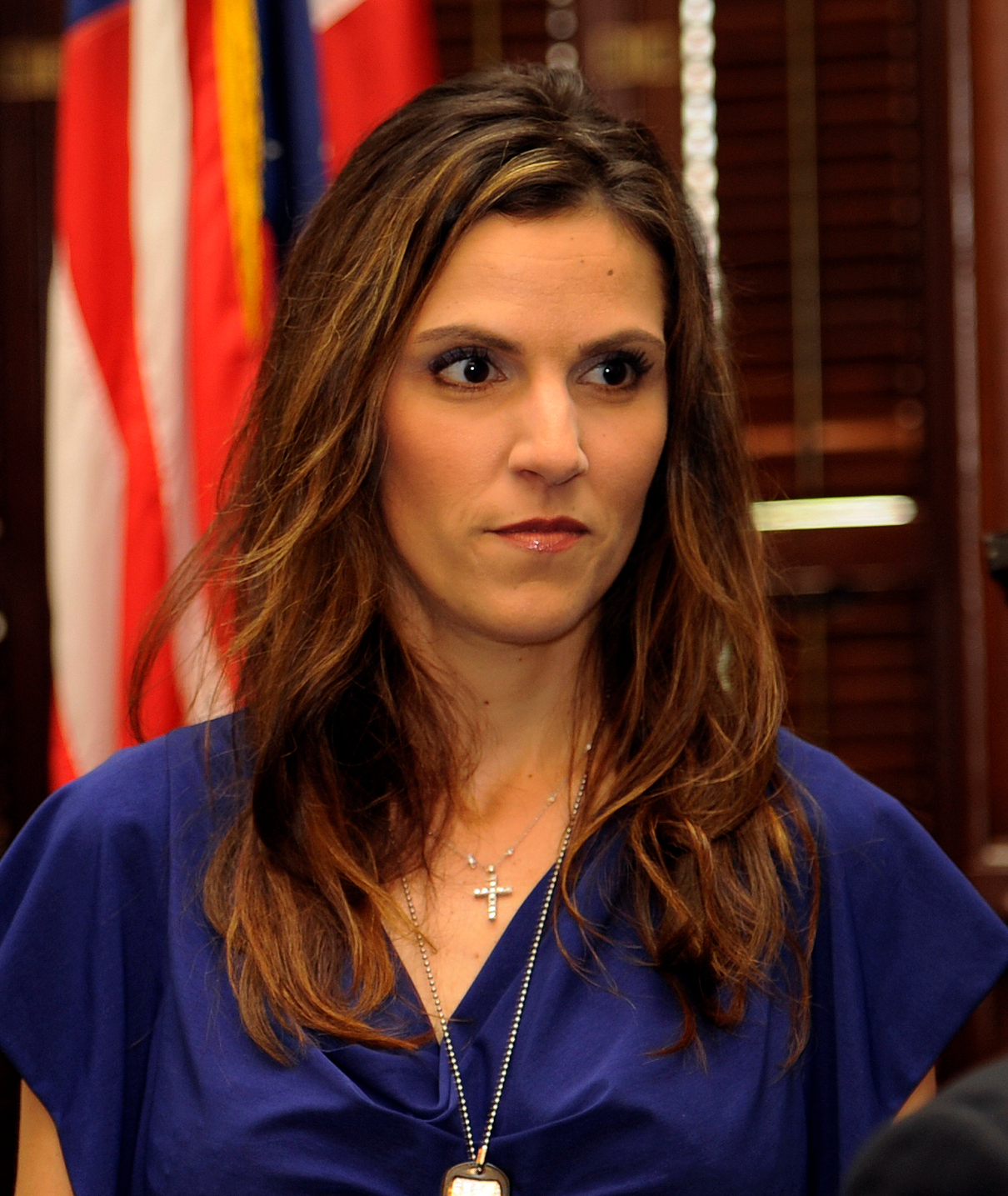
Taya Kyle (2013)

Seine Autobiografie American Sniper: The Autobiography of the Most Lethal Sniper in U.S. Military History erschien Anfang 2012 und wurde mit ca. 900.000 verkauften Exemplaren ein Bestseller. Die deutsche Ausgabe Sniper: 160 tödliche Treffer – Der beste Scharfschütze des US-Militärs packt aus erschien im Oktober 2012. In dem Buch beschreibt er einerseits seine Probleme, sich nach dem Krieg zurechtzufinden, andererseits auch seine Freude am Töten von feindlichen Kämpfern, die er als „Barbaren“ bezeichnet. Die Autobiografie wurde von mehreren Journalisten kritisiert. Kyle wurde Menschenverachtung und Sadismus vorgeworfen, insbesondere als er beschrieb, wie er sich am Anblick von Feinden ergötzte, die um ihr Leben kämpften. Die Journalistin Lindy West vom Guardian beschrieb ihn als hasserfüllten Killer.
In einem Interview mit Bill O’Reilly im Januar 2012 behauptete Kyle, er habe den früheren Gouverneur Minnesotas und ehemaligen Soldaten Jesse Ventura verprügelt. Kyle behauptete, dass Ventura „den Krieg, den früheren Präsidenten George W. Bush und Amerika schlechtgemacht“ habe (“bad-mouthing the war, bad-mouthing Bush, bad-mouthing America”). Ventura sagte daraufhin, dass er Kyle nie getroffen habe, nicht von ihm verprügelt worden sei und er auch nicht schlecht über die Armee gesprochen habe. Jesse Ventura gewann einen Prozess gegen Kyle wegen Rufschädigung. Ihm wurden 1,8 Millionen US-Dollar Entschädigung zugesprochen. Eine Kontroverse drehte sich um die Behauptung von Kyles Familie, dass die Einnahmen des Buches an Veteranenvereinigungen gespendet worden seien. Journalisten recherchierten hingegen, dass höchstens zwei Prozent der drei Millionen US-Dollar gespendet worden seien.
Kyle arbeitete vor seinem Tod an dem Buch American Gun. Hierbei handelt es sich um ein Werk über Waffen, die eine besondere Rolle in der amerikanischen Geschichte gespielt haben. Kyles Witwe Taya beendete dieses Werk und veröffentlichte es.

### Tod

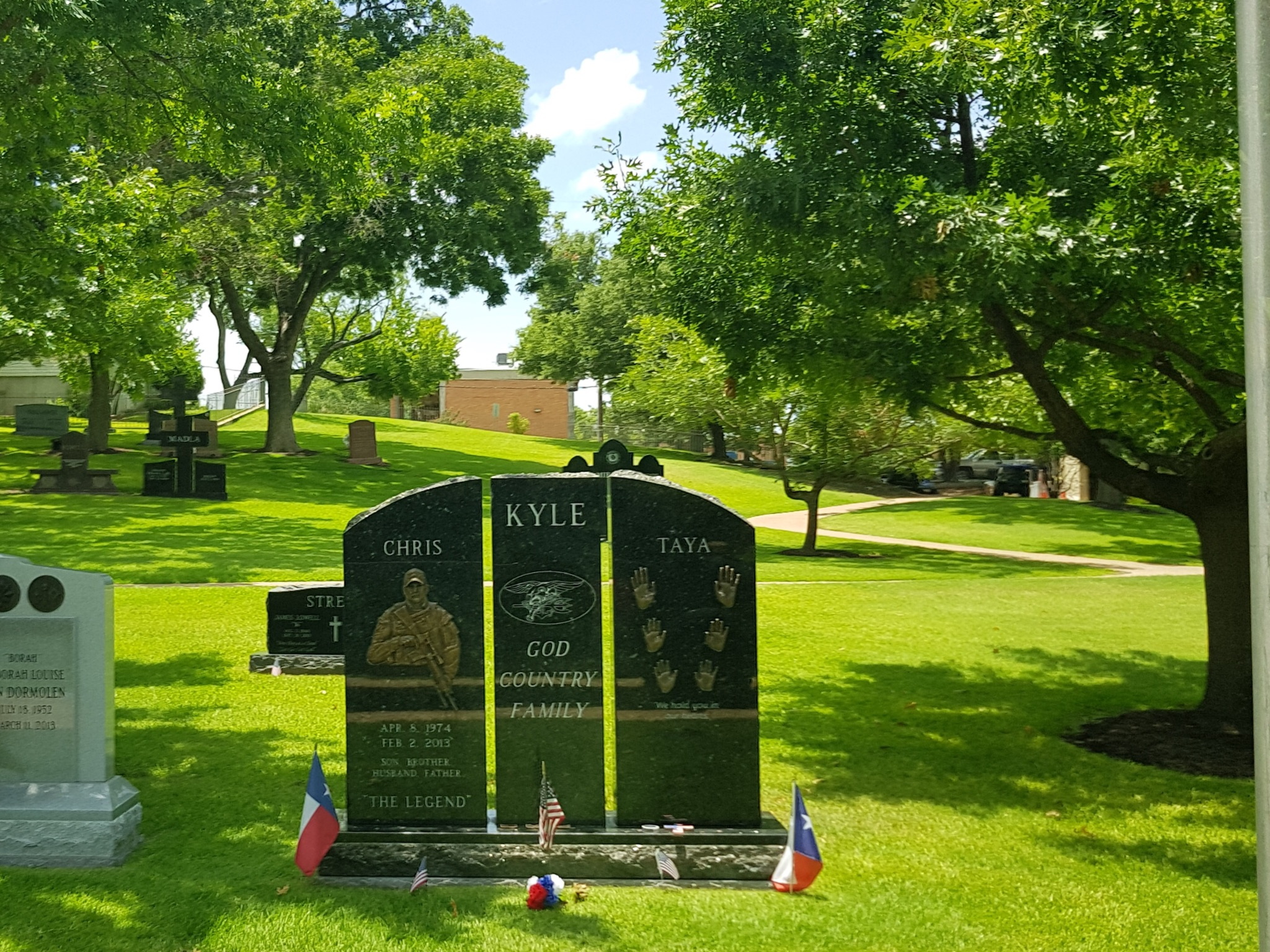
Grabstein Chris Kyles auf dem Texas State Cemetery in Austin

Am 2. Februar 2013 wurde Kyle zusammen mit seinem Freund Chad Littlefield auf dem Schießplatz Rough Creek Lodge im Erath County in Texas erschossen. Bei dem Täter handelte es sich um einen Veteranen, der im Irak stationiert war, den 25-jährigen Marine Eddie Ray Routh, der nach Zeugenaussagen an einer posttraumatischen Belastungsstörung gelitten haben soll. Der forensische Psychiater, der ihn nach der Tat untersuchte, lehnte diese Diagnose jedoch ab. Seiner Meinung nach litt Routh an Schizophrenie. Routh war in den letzten fünf Monaten vor der Tat zweimal in einer psychiatrischen Klinik behandelt worden. Kyle hatte ihn selbst mit auf die Anlage genommen, da er dachte, so einen besseren Zugang zu dem verschlossenen Routh zu bekommen.
Kyle hinterließ seine Frau, einen Sohn und eine Tochter.
Für Kyle fand am 11. Februar 2013 im Cowboys Stadium im texanischen Arlington eine Gedenkfeier statt, zu der nahezu 7000 Menschen kamen. Einen Tag später wurde er in Austin auf dem Texas State Cemetery bestattet, nachdem der Leichenwagen zusammen mit einem aus über 200 Fahrzeugen bestehenden Prozessionskonvoi die etwa 300 Kilometer lange Strecke von Arlington zurückgelegt und dabei Tausende Zuschauer die Straßen gesäumt hatten.
Routh wurde im Februar 2015, obwohl er auf Unzurechnungsfähigkeit plädierte, zu lebenslanger Gefängnisstrafe verurteilt. Wie das Gericht urteilte, habe er keine Aussicht auf vorzeitige Haftentlassung.

## Nachwirkung
Im Jahr 2014 begannen unter der Regie von Clint Eastwood die Dreharbeiten zum Film American Sniper, in dem Bradley Cooper die Rolle des Chris Kyle übernahm. In den Vereinigten Staaten wurde der im November 2014 im Rahmen des AFI Festivals gestartete Film der erfolgreichste Kinofilm des Jahres 2014.
Der Gouverneur des Staates Texas, Greg Abbott, erklärte 2015 den 2. Februar zum Chris-Kyle-Tag.

## Veröffentlichungen
- Chris Kyle, mit Scott McEwen und Jim DeFelice: Sniper: 160 tödliche Treffer – Der beste Scharfschütze des US-Militärs packt aus. Riva, München 2012, ISBN 978-3-86883-245-7 (amerikanisches Englisch: American Sniper: The Autobiography of the Most Lethal Sniper in U.S. Military History. New York 2012. Erstausgabe: W. Morrow).